# Ermita de Santa Bárbara (Pina de Montalgrao)
La ermita de Santa Bárbara, de Pina de Montalgrao, en la comarca del Alto Palancia, provincia de Castellón, España, es una ermita católica, catalogada como Bien de Relevancia Local, con código identificativo: 12.07.090-005, según datos de la Dirección General de Patrimonio Artístico de la Generalidad Valenciana.

## Historia
Cuenta una leyenda que la ermita se construyó alrededor del siglo XVI, con el dinero proporcionado por un marino que durante una experiencia traumática por una fuerte tormenta en alta mar, que le hizo pensar que naufragaría, prometió a Santa Bárbara, protectora contra las tormentas, que si se salvaba le edificaría una ermita en esta cumbre de su mismo nombre.

## Descripción
La ermita está en lo alto de un pico que se conoce por “Pico Santa Bárbara”,, e incluso “Pico de Pina”, a una altitud de 1401 metros sobre el nivel del mar, en una zona de exuberante vegetación a base de pinares. Desde su localización se tiene una extensa visión de toda la zona, que llega, en días despejados, hasta la costa, en la que se ha podido llegar a distinguir las Islas Columbretes.
Es una zona de fácil acceso, lo que ha dado lugar a que el Ayuntamiento de Pina de Montalgrao estableciera en la misma un área recreativa con zona de “picnic”, y paelleros. Además, junto a la ermita existe un vértice geodésico de primer orden, y en sus alrededores pueden verse antenas radioeléctricas, cisternas y torres de vigilancia contra incendios.
El edificio, de aspecto rústico, parecido a un refugio forestal, es de reducidas dimensiones y de fábrica de mampostería, presentando en el lado de la epístola una portada, que carece de puerta de acceso adintelada. Mientras que en el lado del evangelio se alza un edificio, de fábrica de ladrillo, perteneciente al antiguo ICONA, y totalmente adosado a la ermita.
La cubierta exterior es a dos aguas rematada en teja, y en el eje de la cubierta y en el hastial de la fachada se alza una pequeña espadaña, que posee una sola campana, conocida como “Cencerro”.
Respecto al interior, presenta planta rectangular de dos crujías con sustentación en los muros y arcos diafragmas a lo largo de la nave. Interiormente la cubierta se realiza con vigas de madera. Además presenta un poyo corrido a lo largo del perímetro interior, así como un altar situado sobre dos escalones, junto al que hay una peana de fábrica de lajas de rodeno, para la cruz. Pese a que en su momento hubo una talla de Santa Bárbara, actualmente esta se encuentra en la iglesia parroquial y se sube a la ermita, en romería, solamente en dos celebraciones, para santa Bárbara, el 4 de diciembre, y para Santa Quiteria, el 22 de mayo.